# الدوري الشمالي لكرة القدم 1913–14
الدوري الشمالي لكرة القدم 1913–14 (بالإنجليزية: 1913–14 Northern Football League)‏ هو موسم من الدوري الشمالي لكرة القدم ‏. فاز فيه نادي ويلينجتون.